# Lucrezia Meier-Schatz

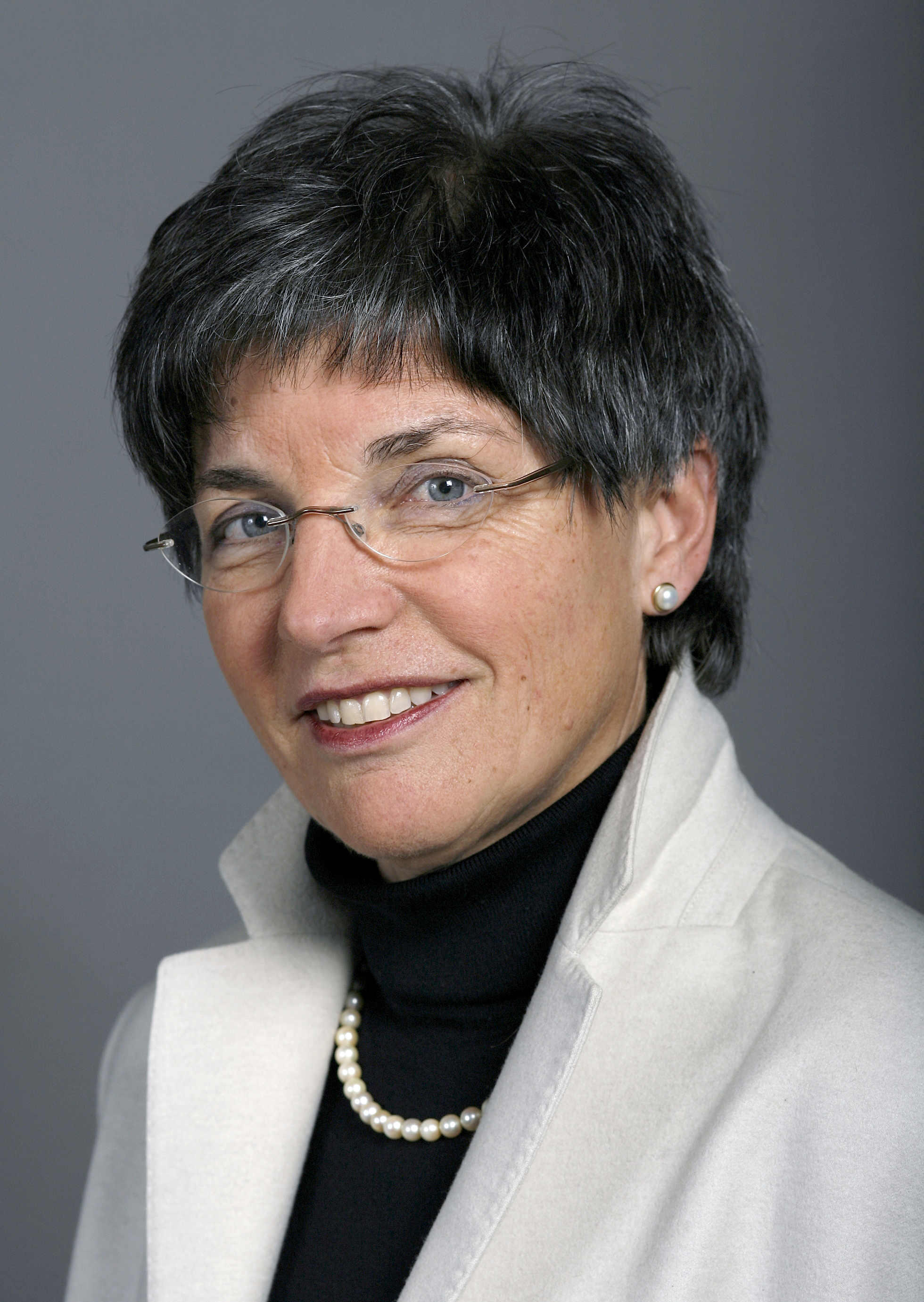
Lucrezia Meier-Schatz

Lucrezia Meier-Schatz (* 4. Januar 1952 in Le Locle, Kanton Neuenburg; heimatberechtigt in Tartar) ist eine Schweizer Politikerin (CVP).

## Leben
Nach Abschluss ihres Politologiestudiums an der Universität Neuenburg war sie von 1984 bis 1988 Visiting scholar an der University of California in Berkeley. Sie promovierte 1989 an der Universität Neuenburg mit einer Dissertation zur Beziehung zwischen Kirche, Christdemokratie und der Wahrung der Menschenrechte von Arbeitsmigranten.
Lucrezia Meier-Schatz trat früh in die Politik ein. 1975, mit 23 Jahren, leitete sie die Abteilung Politische Studien im Generalsekretariat der CVP Schweiz. Sie blieb dieser Stelle bis 1983 treu, baute aber fortlaufend ihre politischen Tätigkeiten aus. Zwischen 1978 und 1983 bekleidete sie das Amt der Vizepräsidentin der eidg. Kommission für Jugendfragen und war (1979–1982) Mitglied der Expertenkommission Familienbericht des EDI. Zwischen 1992 und 1994 war sie im Auftrag des Bundes für die Planung und Durchführung des Internationalen Jahres der Familie 1994 verantwortlich. Von 1996 bis 2004 präsidierte sie die CVP des Kantons St. Gallen. Von 2000 bis 2012 war sie Mitglied des Parteipräsidiums der CVP Schweiz. 2008 war sie Kandidatin bei den St. Galler Regierungsratswahlen. Sie verfehlte jedoch im ersten Wahlgang das absolute Mehr und verzichtete nach einer Besprechung mit der Parteileitung auf eine Teilnahme am zweiten Wahlgang.
Von den Wahlen 1999 bis 2015 war sie Mitglied des Nationalrats. Ihre politischen Schwerpunkte sind die Familien-, die Sozial-, Wirtschafts- und Steuerpolitik. Sie ist Mitglied der Kommission für Wirtschaft und Abgaben des Nationalrates, der Delegation bei der Interparlamentarischen Union, der Delegation für die Beziehungen zum Landtag des Fürstentums Liechtenstein und der Delegation für die Beziehungen zum Österreichischen Parlament.
Meier-Schatz ist gemäss Register der Interessenbindungen des Parlamentes auch Verwaltungsrätin der CSS Holding AG in Luzern, Präsidentin der Stiftung Fastenopfer, Präsidentin der Stiftung Kinder & Gewalt und Stiftungsrätin in folgenden Stiftungen: Schweizerische Greina-Stiftung (SGS) zur Erhaltung der alpinen Fliessgewässer, Swissaid in Bern, Autismus Ostschweiz, avanti donne. Sie ist Präsidentin des Verwaltungsrates der Kirche und Propstei Peter & Paul sowie Mitglied des Ausschusses der World Family Organisation Europe (WFO-E).

## Roschacher-Affäre
2007 stand sie in ihrer Eigenschaft als Präsidentin der Subkommission EJPD/BK der nationalrätlichen GPK im Rampenlicht. Anlässlich der Präsentation eines Berichts der Subkommission deutete sie öffentlich die Verwicklung von Bundesrat Christoph Blocher in ein angebliches Komplott gegen den ehemaligen Bundesanwalt Valentin Roschacher an. Die zentralen Aussagen über die Dokumente, mit denen sie diesen Verdacht begründete, erwiesen sich kurz danach als unwahr.
Die SVP warf der CVP daraufhin vor, eine politisch motivierte Intrige gegen Christoph Blocher zu führen, wobei Meier-Schatz eine treibende Kraft gewesen sei. Sie trat schliesslich auf die neue Legislaturperiode aus der GPK zurück und wechselte in die Kommission für Wirtschaft und Abgaben (WAK). Christoph Blocher und Christoph Mörgeli erstatteten am 4. September 2008 Strafanzeige u. a. gegen Meier-Schatz wegen Amtsgeheimnisverletzung, Nötigung und «rechtswidriger Vereinigung zur Beeinträchtigung der verfassungsmässigen Ordnung». Der vom Bundesrat zur Untersuchung eingesetzte ausserordentliche Staatsanwalt Thomas Hug beantragte dem Nationalrat, die parlamentarische Immunität von Meier-Schatz aufzuheben, um ein Strafverfahren gegen sie einleiten zu können. Der Ständerat sprach sich am 10. Juni 2009 in Übereinstimmung mit dem Nationalrat für den Schutz der Immunität von Meier-Schatz aus. Sie bleibt damit vor einer Strafverfolgung im Zusammenhang mit ihrer parlamentarischen Tätigkeit geschützt.

## Privates
Lucrezia Meier-Schatz ist Mutter von zwei erwachsenen Söhnen. Sie spricht fliessend Französisch und Deutsch (bilingue) sowie Englisch und wohnt in St. Peterzell.